# Pierres (Calvados)
Pour les articles homonymes, voir Pierres.
Pierres est une ancienne commune française, située dans le département du Calvados en région Normandie, devenue le 1er janvier 2016 une commune déléguée au sein de la commune nouvelle de Valdallière.
Elle est peuplée de 212 habitants.

## Géographie
La commune est en Bocage virois, à 6 km au nord-ouest de Vassy et à 14 km à l'est de Vire.
Le sud du territoire est traversé par la route départementale no 512 (ancienne route nationale 812) joignant Vire à l'ouest à Vassy et Condé-sur-Noireau à l'est. La D 57 la croise et permet au nord de joindre Estry au nord et Bernières-le-Patry au sud. Cette dernière croise au centre du territoire la D 303 qui, à l'ouest, mène à Chênedollé et aux lieux-dits du nord de Vassy à l'est. Le bourg est relié à la D 57 par une voie communale de 500 mètres.
Pierres est sur une ligne de partage des eaux entre le bassin de la Vire (majoritairement), par son affluent l'Allière qui délimite le territoire au nord, et celui de l'Orne, par son sous-affluent le Tortillon (affluent de la Druance) matérialisant la limite sud-est. après avoir pris sa source près du lieu-dit le Fay. Deux courts affluents de l'Allière, en limites nord-ouest et nord-est, collectent les eaux de la moitié nord, tandis que la rivière du Maine, principal affluent de l'Allière, prend sa source sous le nom de ruisseau de Pouraison près de la Bijude à l'ouest, et part confluer à Burcy.
Le point culminant (246 m) se situe en limite ouest, près du lieu-dit le Petit Aunay. Le point le plus bas (146 m) correspond à la sortie de l'Allière du territoire, au nord-ouest. La commune est bocagère.
Le climat est océanique, comme dans tout l'Ouest de la France. La station météorologique la plus proche est Caen-Carpiquet, à 41 km, mais Alençon-Valframbert et Granville-Pointe du Roc sont à moins de 80 km. Le Bocage virois s'en différencie toutefois pour la pluviométrie annuelle qui, à Pierres, avoisine les 950 mm.
| Presles             | Estry   | Le Theil-Bocage        |
| Presles, Chênedollé | Pierres | Le Theil-Bocage, Vassy |
| Chênedollé          | Rully   | Rully                  |

## Toponymie
Le toponyme Pierres semble issu du latin petra, « pierre », « rocher ». L'endroit devait donc se caractériser par un rocher, des pierres ou une carrière.
Le gentilé est  Pétruvien.

## Politique et administration
| Période                                  | Période    | Identité        | Étiquette | Qualité                                                   |
| ---------------------------------------- | ---------- | --------------- | --------- | --------------------------------------------------------- |
| 1989                                     | mars 2001  | Michel Peschard | SE        | Agriculteur                                               |
| mars 2001                                | avril 2014 | Robert Hess     | SE        | Directeur régional honoraire de la Jeunesse et des Sports |
| avril 2014                               | En cours   | Sarah Anne      | SE        | Aide-soignante                                            |
| Les données manquantes sont à compléter. |            |                 |           |                                                           |

Le conseil municipal n'est composé que de six membres pour onze sièges, dont le maire et un adjoint.

## Démographie
En 2021, la commune comptait 212 habitants. Depuis 2004, les enquêtes de recensement dans les communes de moins de 10 000 habitants ont lieu tous les cinq ans (en 2008, 2013, 2018, etc. pour Pierres) et les chiffres de population municipale légale des autres années sont des estimations.
Pierres a compté jusqu'à 732 habitants en 1841.
| 1793 | 1800 | 1806 | 1821 | 1831 | 1836 | 1841 | 1846 | 1851 |
| ---- | ---- | ---- | ---- | ---- | ---- | ---- | ---- | ---- |
| 663  | 603  | 670  | 691  | 720  | 705  | 732  | 720  | 634  |

| 1856 | 1861 | 1866 | 1872 | 1876 | 1881 | 1886 | 1891 | 1896 |
| ---- | ---- | ---- | ---- | ---- | ---- | ---- | ---- | ---- |
| 625  | 640  | 594  | 539  | 534  | 503  | 494  | 473  | 484  |

| 1901 | 1906 | 1911 | 1921 | 1926 | 1931 | 1936 | 1946 | 1954 |
| ---- | ---- | ---- | ---- | ---- | ---- | ---- | ---- | ---- |
| 473  | 429  | 420  | 384  | 395  | 385  | 354  | 383  | 353  |

| 1962 | 1968 | 1975 | 1982 | 1990 | 1999 | 2008 | 2013 | 2018 |
| ---- | ---- | ---- | ---- | ---- | ---- | ---- | ---- | ---- |
| 299  | 280  | 224  | 216  | 208  | 199  | 197  | 192  | 218  |

| 2019 | - | - | - | - | - | - | - | - |
| ---- | - | - | - | - | - | - | - | - |
| 214  | - | - | - | - | - | - | - | - |

## Lieux et monuments

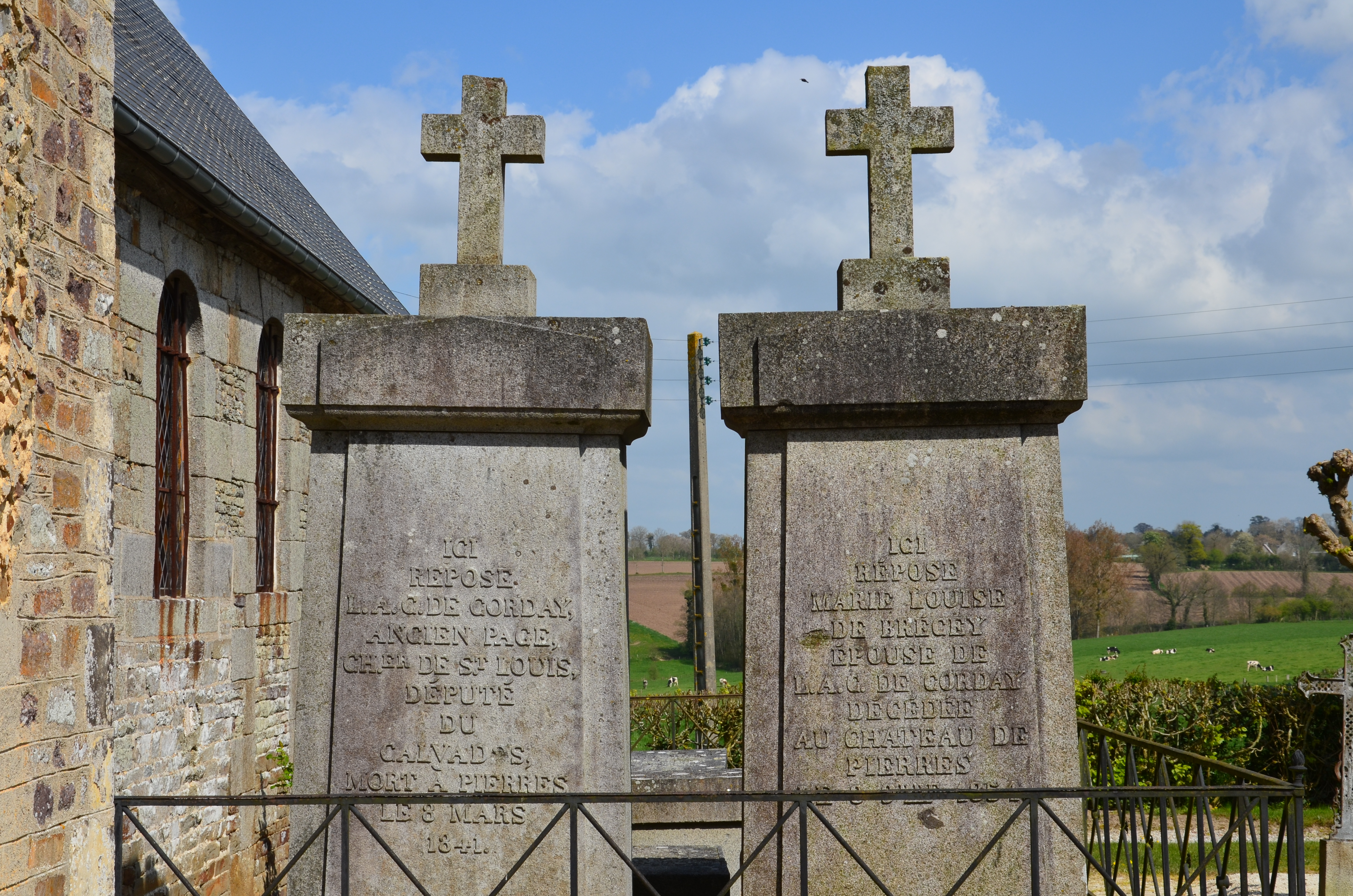
Les tombes de la famille Corday.

- Église Saint-Pierre du XVe siècle, avec retable et statue de saint Laurent du XVIIe siècle.
- Le tombeau de la famille Corday.

## Personnalités liées à la commune
- Louis-Aimé-Cyprien comte de Corday (1765 à Pierres-1841 à Pierres), officier d'infanterie, puis député ultra-royaliste de 1815 à 1827[15].